# Советский (Котовское сельское поселение)
Советский — посёлок в Урицком районе Орловской области России.
Входит в состав Котовского сельского поселения.

## География
Расположен восточнее деревни Погорелец и северо-западнее деревни Васильевка. В посёлке имеется большой водоём, в него заходит просёлочная дорога.
В посёлке имеется одна улица — Советская.

## Население
| 2010 |
| ---- |
| 16   |